# Fernando Navarro (Fußballspieler, 1935)
Fernando Raúl Navarro Navarro (* 8. Juli 1935 in Santiago; † 15. Mai 2000) war ein chilenischer Fußballspieler. Der Abwehrspieler absolvierte vier Länderspiele für Chiles Nationalmannschaft und wurde auf Vereinsebene chilenischer Meister 1960.

## Karriere

### Verein
Fernando Navarro kam 1953 in die Jugend des CSD Colo-Colo und spielte danach in der Reservemannschaft, wo er allerdings wegen seines Temperaments Probleme hatte. 1957, nach einer zweijährigen fußballerischen Pause, überzeugte ihn der Trainer des CD San Fernando, Francisco Hormazábal, für sein Team aufzulaufen. Nach der Leihe schaffte es Navarro in die Profimannschaft von Colo-Colo und erkämpfte sich über die Zeit einen Stammplatz. Mit den Albos gewann er die Copa Chile 1958 und die Meisterschaft 1960, bei der Navarro 24 der 26 möglichen Spiele absolvierte. 1963 wechselte Navarro zum CD Santiago Morning und beendete dort nach der Saison seine Karriere.

### Nationalmannschaft
Fernando Navarro absolvierte von Juli 1960 bis März 1961 vier Freundschaftsspiele für die Nationalmannschaft Chiles. Sein Debüt gab Navarro unter Fernando Riera bei der 0:4-Niederlage gegen Spanien. Das letzte Mal im Nationaltrikot lief Navarro beim 5:2-Erfolg gegen Peru auf.

## Erfolge
Colo-Colo
- Primera División: 1960
- Copa Chile: 1958